# Papun
Papun (birman : ဖာပွန်မြို့ ; pwo de l'Est : ဍုံဖာပံင် ; karen s'gaw : ဖးဖူဝ့ၢ်ဖိ , également orthographié Hpapun) est une ville du nord de l'État de Kayin, en Birmanie, située sur la rive est de la rivière Yunzalin . La ville était autrefois l'un des quartiers généraux de l'Union nationale karen et de l'Armée Karen de libération nationale. L'aéroport de Papun est également situé à proximité.
On l'appelle aussi Bu Tho (birman : ဘုသိ).

## Demographie
En 2014, la ville compte seulement 3 028 habitants. Selon le rapport de 2023 du Département de l'administration générale (en) pour le canton de Hpapun (en) dans son ensemble, Papun et la ville de Kamamaung (en) comptent une population combinée de 20 308 habitants. En 2014, Kamamuang compte 20 895 habitants.

## Histoire
Pendant la guerre civile birmane, l'Armée Karen de libération nationale affirme avoir pris la ville le 28 mars 2024 au Conseil administratif d'État à la suite d'un siège qui commence le 20 mars.